# Cantonul Varilhes
Cantonul Varilhes este un canton din arondismentul Pamiers, departamentul Ariège, regiunea Midi-Pyrénées, Franța.

## Comune
- Artix
- Calzan
- Cazaux
- Coussa
- Crampagna
- Dalou
- Gudas
- Loubens
- Malléon
- Montégut-Plantaurel
- Rieux-de-Pelleport
- Saint-Bauzeil
- Saint-Félix-de-Rieutord
- Ségura
- Varilhes (reședință)
- Ventenac
- Verniolle
- Vira